# Salmon (Idaho)
Salmon – miasto w Stanach Zjednoczonych, w stanie Idaho, siedziba administracyjna hrabstwa Lemhi.